# Glaucoda transparitalis
Glaucoda transparitalis is een vlinder uit de familie grasmotten (Crambidae). De wetenschappelijke naam van deze soort is voor het eerst geldig gepubliceerd in 1900 door Karsch.
De soort komt voor in tropisch Afrika.